# Castanheiro do Norte e Ribalonga
Castanheiro do Norte e Ribalonga (llamada oficialmente União das Freguesias de Castanheiro do Norte e Ribalonga) es una freguesia portuguesa del municipio de Carrazeda de Ansiães, distrito de Braganza.

## Historia
Fue creada el 28 de enero de 2013 en aplicación de una resolución de la Asamblea de la República de Portugal promulgada el 16 de enero de 2013 con la unión de las freguesias de Castanheiro y Ribalonga, pasando su sede a estar situada en la antigua freguesia de Castanheiro.

## Demografía
| Gráfica de evolución demográfica de Castanheiro do Norte e Ribalonga entre 2011 y 2021 |
|                                                                                        |
| Datos según el nomenclátor publicado por el INE portugués.                             |